# Boksu-dong
Boksu-dong (koreanska: 복수동) är en stadsdel i staden  Daejeon, i den centrala delen av landet, 150 km söder om huvudstaden Seoul. Den ligger i stadsdistriktet Seo-gu. 